# Олевано Романо
Олѐвано Рома̀но (на италиански: Olevano Romano) е градче и община в Централна Италия, провинция Рим, регион Лацио. Разположено е на 571 m надморска височина. Населението на общината е 6742 души (към 2011 г.).